# 绮园 (北京)
39°56′14″N 116°24′15″E / 39.9371365°N 116.4041113°E
绮园位于中国北京市东城区秦老胡同，是清朝总管内务府大臣明善、文锡、增崇祖孙三代的宅邸的花园。

## 简介
明善，字元甫，满洲镶黄旗察哈拉氏，其祖是清朝雍正、乾隆年间的大学士索柱。咸丰十年（1860年），明善出任总管内务府大臣，任至同治十三年（1874年）。其子文锡，孙增崇在同治、光绪、宣统三朝先后担任总管内务府大臣。故时人将明善、文锡、增崇分别呼为“明索”、“文索”、“增索”，以明其均为索柱之后。崇彝在《道咸以来朝野杂记》中称，清朝祖孙三代均担任总管内务府大臣者，只有这一家。
该家族的宅邸位于秦老胡同，其花园称“绮园”，又被人称作“索家花园”。索家宅邸的规模很大，但格局不成系统，显然是历代兼并而来。“绮园”是该家族的宅邸的花园。园内有假山、水池、桥、亭等等，并有一座仿江南园林的建筑——舫形敞轩。
索家的后代将今秦老胡同35号的房产出售，买主将院中的建筑全部拆除，对房屋进行了重建，只留下了大门内东侧的一组假山，当作影壁。所以该院落显得不很紧凑。改进后的宅院为坐北朝南的三进院落。南端有如意大门一间，一进院倒座房九间，大门内东侧有一组太湖石假山叠石，石刻“绮园”匾额仍存于该假山上；西侧厢房三间，北侧过厅五间，穿过过厅可到二进院。二进院正房五间，前廊后厦，两卷勾连搭式屋面，两侧各有耳房两间，东西厢房各三间，有廊子和正房相连接。东耳房是过道，通往三进院。三进院内有后罩房九间，东西配房是平顶小房。此处宅院内，除了二进院正房之外，均是硬山合瓦过垄脊屋面。
1986年1月21日，秦老胡同35号被公布为东城区文物保护单位。2003年12月11日，秦老胡同35号以“绮园花园”的名义被公布为北京市文物保护单位。
2011年11月，秦老胡同37号院部分建筑开始被拆除，到2012年2月，北房五间被拆得仅剩最西侧的两间。北京市文物保护协会会员崔金泽根据残存的最西侧两间判断，此处北房为“五开间小式硬山顶前后出平顶拍子房，前廊后厦。进深三间九檩。正中三间相通为厅，东西两间隔开为暖阁。”他和故宫博物院的研究人员还在未拆的这两间的房柱上以及已拆的廊柱上发现了珍贵的带有海墁斑竹纹彩绘的清代建筑构件。根据秦老胡同37号院的住户回忆，原来绮园的假山、水池、桥、亭、舫形敞轩均在今秦老胡同37号院。1976年唐山大地震，37号院内的假山被迁走，一座迁至东单公园，一座迁至景山公园。索家后人也指出，37号院的一处平顶房便是当年绮园的舫形敞轩。实际上，37号院才是原来的花园部分。华新民经过研究后认为，索家宅子是一个整体，“要保护的应该是35号东侧建筑、35号和37号整体，包括花园部分，但现在还把花园的位置弄错了，造成严重的后果。”
崔金泽随后向东城区文化委员会提交了“不可移动文物认定申请表”，要求对秦老胡同37号院进行保护。但东城区文化委员会作出了“非建筑文物”的认定，37号院内北房残留的西侧两开间也在2012年10月被拆除。此事成为北京市有文物价值的古建筑遭到破坏的又一例子。